# Georg Brunold
Georg Brunold (* 15. Januar 1953 in Arosa) ist ein Schweizer Journalist und Schriftsteller.

## Leben
Georg Brunold studierte von 1973 bis 1979 Philosophie, Soziologie und Psychologie an der Universität Zürich; 1982 promovierte er mit einer wissenschaftstheoretischen Arbeit zum Doktor der Philosophie. Anschliessend war er als freier Journalist in Kairo und im marokkanischen Tanger tätig. Ab 1987 gehörte er der Auslandsredaktion der Neuen Zürcher Zeitung an, und von 1991 bis 1995 war er Korrespondent derselben Zeitung in Nairobi (Kenia). Danach wirkte er bis 2003 als stellvertretender Chefredaktor der Schweizer Kulturzeitschrift «du». Nach weiteren neun Jahren freiberuflicher Tätigkeit mit Wohnsitz in Nairobi lebt Brunold seit 2013, zusammen mit seiner kenianischen Frau Ann Muia sowie den beiden Kindern Stacy und Christian, wieder in Arosa.
Georg Brunold ist Verfasser von Reportagen und Essays sowie Autor, Herausgeber und Übersetzer von Büchern über Afrika, die arabische Welt und die Geschichte des Journalismus. In den letzten Jahren hat er sich vermehrt wieder philosophischen Themen zugewandt.
Georg Brunold ist Mitglied des Deutschschweizer PEN-Zentrums und des Verbandes «Impressum - Die Schweizer JournalistInnen». 2003 erhielt er einen Werkbeitrag der Stiftung Pro Helvetia.

## Werke
- Erklärung, Prognostik & Scientific Fiction, Königstein/Taunus 1983
- Sandrosen. Orientalische Reportagen, Reinbek bei Hamburg 1987
- Afrika gibt es nicht. Korrespondenzen aus drei Dutzend Ländern, Die andere Bibliothek, Frankfurt am Main 1994, ISBN 978-3-8218-4119-9.
- Afrikanische Reporterspur, Zürich 1995
- mit Klaus Hart und R. Kyle Hörst: Fernstenliebe, Ehen zwischen den Kontinenten, drei Berichte (Übersetzungen aus dem Englisch von Manfred Allié), Eichborn, Frankfurt am Main 1999, ISBN 978-3-8218-4172-4 (= Die andere Bibliothek, Band 172).
- Ein Haus bauen. Besuche auf fünf Kontinenten, Eichborn, Frankfurt am Main 2006, ISBN 978-3-8218-4570-8 (= Die andere Bibliothek, Band 257).
- Fortuna. Von der Notwendigkeit des Zufalls, Galiani, Berlin 2011, ISBN 978-3-86971-044-0.
- Traumjob. Erzählung vom Journalistenleben, Echtzeit, Basel 2012, ISBN 978-3-905800-58-6.

## Herausgeberschaft
- Nilfieber. Der Wettlauf zu den Quellen, Die Andere Bibliothek, Frankfurt am Main 1993, ISBN 978-3-8218-4107-6
- Ruanda. 10 Jahre danach, Köln 2004
- Nichts als die Welt – Reportagen und Augenzeugenberichte aus 2500 Jahren. Übersetzt von Franz Blei, Heinrich Conrad, Fritz Schalk, Werner Tabarelli, Hans Stilett u. a. Illustriert von Kat Menschik. Galiani, Berlin, 2009. 608 Seiten. ISBN 978-3-86971-001-3  (Diese Textsammlung enthält 164 "Reportagen" genannte kürzere Texte aus 2500 Jahren verschiedener Autoren und 12 Photoreportagen aus dem letzten Jahrzehnt.)
- Nichts als der Mensch – Beobachtungen und Spekulationen aus 2500 Jahren. Galiani, Berlin, 2013. 789 Seiten. ISBN 978-3-86971-074-7  (Diese Textsammlung bietet Texte von mehr als 300 Autoren zu Fragen wie: Was ist der Mensch? Was ist seine Stellung in der Welt? Ist er von Natur aus gut oder schlecht?)
- Handbuch der Menschenkenntnis: Mutmaßungen aus 2.500 Jahren. Galinani, Berlin 2018, ISBN 978-3-86971-164-5; WDR 5 (Westdeutscher Rundfunk) Das philosophische Radio vom 5. Oktober 2018: Was macht für Sie einen Menschenkenner aus?

## Übersetzungen
- Mohamed Choukri: Das nackte Brot (Originaltitel: الخبز الحافي, Tanger, 1982). Franz Greno, Nördlingen 1987, ISBN 3-89190-223-9, (= Die Andere Bibliothek, Band 23); Taschenbuch: Piper, München / Zürich 2002, ISBN 3-492-21419-3.
- Winston S. Churchill, Georg Brunold (Hrsg.): Kreuzzug gegen das Reich des Mahdi (Originaltitel: The River War. A Historical Account of the Reconquest of the Soudan. London 1899, übersetzt von Georg Brunold). Eichborn, Frankfurt am Main 2008, ISBN 978-3-8218-6204-0, (= Die Andere Bibliothek, Band 282).